# UPS 항공 1354편 추락 사고
UPS 항공 1354편 추락 사고는 2013년 8월 14일에 미국 앨라배마주 버밍햄-셔틀 스워스 국제공항에서 발생한 항공 사고이다.

## 사고기의 경력

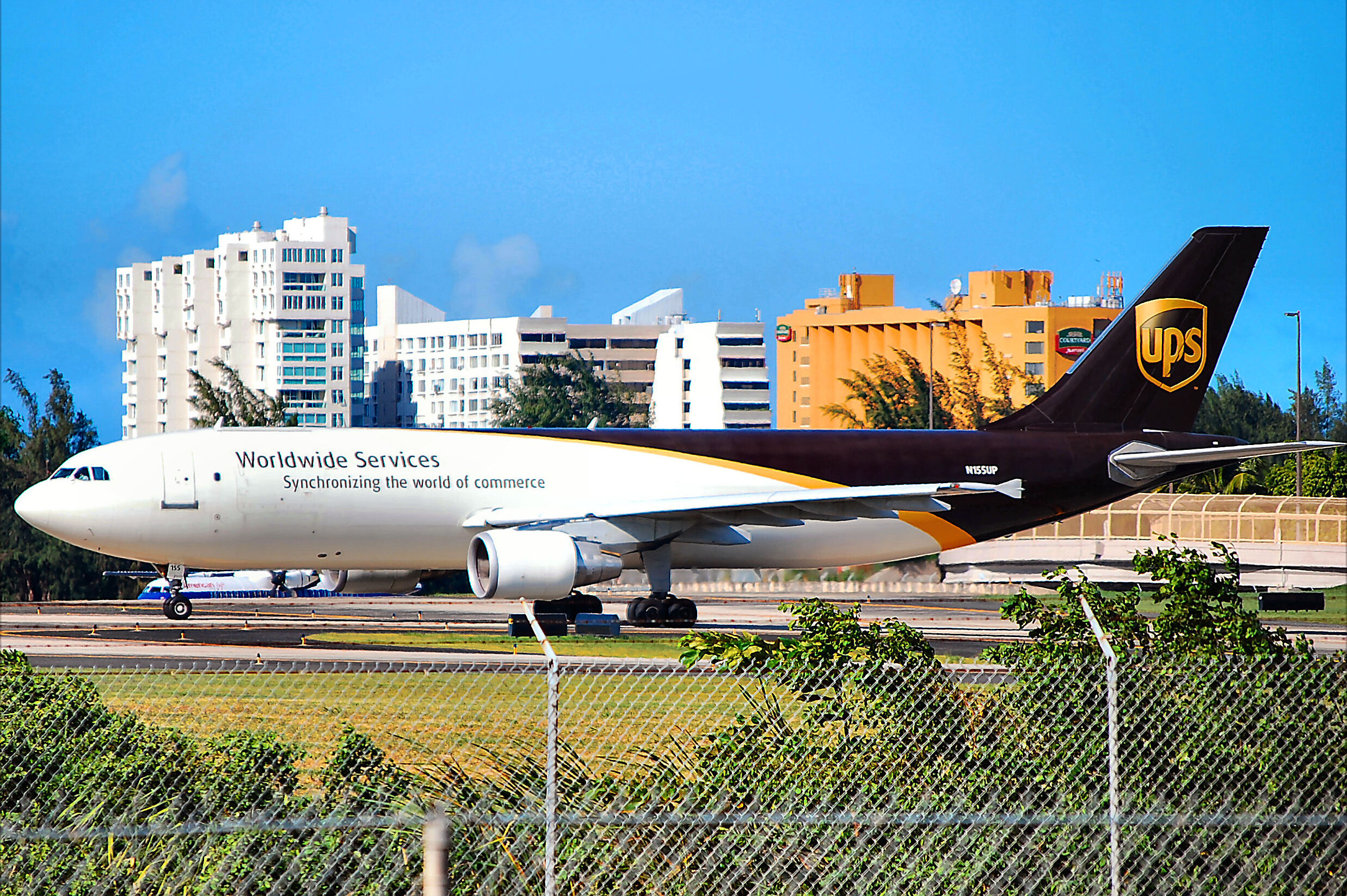
2009년에 찍힌 사고기

사고를 낸 기체는 2003년에 제조되었고 2004년 2월에 UPS 항공에 인도된 에어버스 A300F4-622R (N155UP)기체였다. 사고를 일으킬 때까지의 비행 시간은 약 11,000 시간이었다.

## 사고의 개요
1354편은 화물편으로 켄터키주 루이빌 국제공항에서 출발하여 버밍햄-셔틀 스워스 국제 공항으로 향했다. 현지 시간 오전 4시 47분쯤 버밍햄-셔틀 스워스 국제 공항의 18번 활주로에 진입 중 활주로 1킬로미터 앞에서 나무에 걸려 경사면에 추락했다. 기체는 오르막이 경사면에 3번 충돌하여 충격으로 절단된 후부는 화염 정면은 대파했다. 탑승하고 있던 조종사 2명은 모두 사망했다. 

## 사고 원인
미국 연방 교통 안전 위원회(NTSB)가 조사를 실시해, 사고 다음날 CVR과 FDR을 기체로부터 회수 후 분석을 실시하고있다. 8월 16일 NTSB가 실시한 회견에서, CVR 녹음 종료 16초 전에 GPWS 하강 속도 증가 경보(Sink rate)가 2회 울렸으며 1354편이 강하를 너무 빨리 한 것으로 추정된다. 그 3초 후에는 파일럿 한명이 활주로를 확인했다고 발언 녹음 종료 9초 전에 충격이 녹음되어 있었다. 사고 당시 기장이 조종하고 자동 조종 장치는 작동하고 있었다. 
사고 국가와 사고기 제조사인 프랑스 항공사고조사위원회와 에어버스가 도와 협력으로 조사하고 있다.

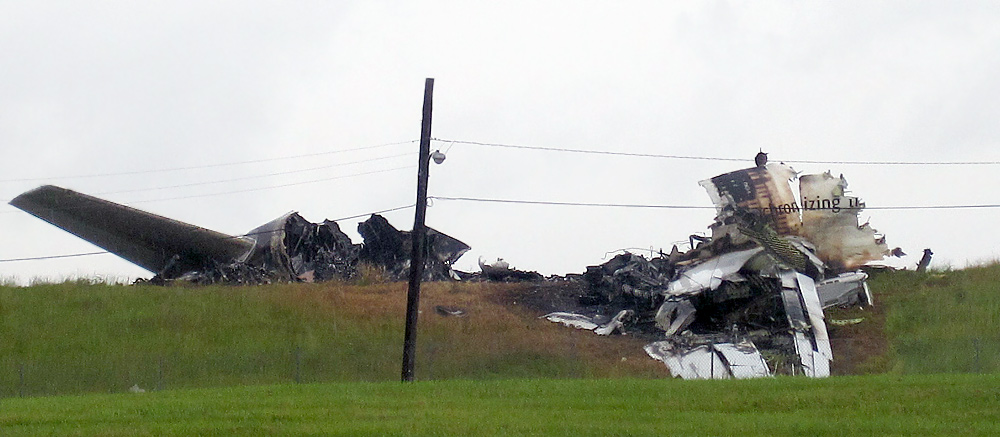
사고기의 잔해(동체 중앙 및 후방)

## 같이 보기
- 파키스탄 국제항공 268편 추락 사고
- 타이항공 311편 추락 사고
- 대한항공 801편 추락 사고
- 아시아나항공 214편 착륙 사고

## 참고 문헌
- “ASN Aircraft accident Airbus A300F4-622R N155UP Birmingham-Shuttlesworth International Airport, AL (BHM)” [ASN 항공기 사고 에어 버스 A300F4-622R N155UP 버밍엄-셔틀 워스 국제 공항, AL (BHM)] (영어). ASN. 2019년 10월 2일에 확인함.